# 张育新
张育新（1967年11月—），男，汉族，吉林农安人，中华人民共和国新闻工作者，现任中华全国新闻工作者协会副主席，吉林日报社社长、党组书记